# Železný potok
Der Železný potok (deutsch: Eisendorfer Bächlein) ist ein 8 km langer, linker Zufluss des Natschbaches in Tschechien.

## Verlauf
Der Železný potok entspringt in 693 m bis 748 m Höhe aus mehreren Quellen am Nordhang des Eulenberges. Seine Quellen befinden sich auf oder direkt neben der deutsch-tschechischen Grenze 800 m nördlich von Friedrichshäng.
Von seinen Quellen aus fließt er auf der deutsch-tschechischen Grenze nach Nordwesten. Nach 790 m trennt sich der Bach von der Grenze.
Die Grenze wendet sich mehr nach Nordwesten und der Bach mehr nach Nordosten.
2 km weiter nordöstlich durchfließt der Železný potok die Wüstung Eisendorfhütte. Bald darauf verlässt er den Wald und die steilen Hänge und betritt die für das Einzugsgebiet des Natschbaches typische flachere Auenlandschaft. Nach weiteren 2,8 km kreuzt er die Straße von Železná nach Bělá nad Radbuzou.
Der Železný potok wendet sich nun für einen Kilometer nach Nordosten um dann in einem Knick nach Nordwesten umzuschwenken. 1,6 km weiter mündet er in den Natschbach.
Auf seinem ganzen Lauf nimmt der Železný potok von rechts und von links kleine unbenannte Bäche auf.